# Караваев, Дмитрий Львович
Дмитрий Львович Караваев (род. 6 ноября 1953, Москва) — советский и российский киновед, кинокритик, директор Научно-исследовательского института киноискусства (2011—2013).

## Биография
Родился 6 ноября 1953 года в Москве. В 1976 году окончил киноведческий факультет Всесоюзного государственного института кинематографии (мастерская Нины Тумановой).
В 1977—1981 годах — научный сотрудник НИИ теории и истории кино Госкино СССР (с 1980 года – Всесоюзного научно-исследовательского института киноискусства).
В 1981 поступил во Всесоюзную академию внешней торговли, которую окончил в 1984 году. В 1987—1991 годах работал в Торговом представительстве СССР в Китайской Народной Республике.
С 1991 года — в Научно-исследовательском институте киноискусства: научный сотрудник (1991—1995), учёный секретарь (1996—2000), заместитель директора по научной работе (2000—2011), директор (2011—2013).
В настоящее время — ведущий научный сотрудник Аналитического отдела Научно-исследовательского центра кинообразования и экранных искусств (НИЦКиЭИ) ВГИКа.
Член Союза кинематографистов России, входил в Правление Гильдии киноведов и кинокритиков России.
Лауреат премии Гильдии киноведов и кинокритиков Союза кинематографистов РФ.

## Труды
В 1997 году защитил диссертацию на соискание учёной степени кандидата искусствоведения по теме «Феномен „китайского взлета“ в мировом кинематографе 80—90-х гг.»
Выступает в печати как кинокритик с 1979 года. В 1995—1997 годах вёл раздел новинок кино и видео в журнале «Огонёк», в 1998—2003 годах — раздел «Книги о кино» в журнале «Премьер». В 1996—2006 годах регулярно публиковал статьи о творчестве ведущих режиссеров-фантастов и об основных направлениях западной кинофантастики в журнале «Если».
В 2004 году был составителем и одним из авторов сборника статей «„Чужие“ среди „своих“: глобализация и межкультурная диффузия в современном кино», удостоенной премии Гильдии киноведов и кинокритиков Союза кинематографистов России. В 2010 году в сборнике «Культура России. Государство и культура» опубликовал статью «Государство и кинематограф (некоторые аспекты современного российского кинопроцесса)».